# Cleora pusillanimis
Cleora pusillanimis är en fjärilsart som beskrevs av Louis Beethoven Prout 1935. Cleora pusillanimis ingår i släktet Cleora och familjen mätare. Inga underarter finns listade i Catalogue of Life.